# Desmodium lavanduliflorum
Desmodium lavanduliflorum är en ärtväxtart som beskrevs av Paul Carpenter Standley. Desmodium lavanduliflorum ingår i släktet Desmodium och familjen ärtväxter. Inga underarter finns listade i Catalogue of Life.